# Нассауське герцогство
Нассауське герцогство (нім. Herzogtum Nassau) — німецьке герцогство, що існувало в 1806—1866 роках, член Німецького союзу.

## Передісторія
Спочатку на території Нассау проживали алемани. Християнство між ними розповсюдилось з Тріра і Майнца. В 496 році алемани були підкорені Хлодвігом і приєднані до Франкської держави. З другої половини ХІІ століття починається самостійна історія Нассауського графства.
В 1255 році графство розпалось на дві частини, які також називались Нассау. Південною частиною (лівий берег Лану) володів Вальрам І, засновник Вальрамської лінії Нассауської династії (старшої), а північною (правий берег Лану) — Оттон, засновник Оттонівської лінії (молодшої). З Нассау-Ділленбурзького князівства пішла Оранська династія. Правителі князівства Нассау носили титул «Його Князівська Ясновельможність».

## Історія
30 серпня 1806 році князі Фрідріх-Август і Фрідріх-Вільгельм Нассауські, представники двох уцілілих до того часу ліній, уклали договір, за яким їх володіння повинні були об'єднатись в одну державу, під їх спільним керівництвом. Обидва вони приєднались до Рейнського союзу, за це їх держава отримала від Наполеона певні територіальні надбання. На Віденському конгресі (1815) Нассау було проголошено герцогством. В наступному році князі Фрідріх-Август і Фрідріх-Вільгельм Нассауські прийняли титули герцогів. В тому ж році обидва герцоги померли, їх спадкоємцем став син Фрідріха-Вільгельма — Вільгельм І (1816—1839).
В 1866 році, під час війни між Пруссією і Австрією, герцог Адольф І, син герцога Вільгельма І, попри бажання ландтагу, підтримав Австрійську імперію. Невдовзі герцогство було окуповано прусськими військами, а після перемоги в війні — 23 серпня — анексовано. За відмову від титулу Адольф отримав нагороду — 15 млн гульденів.
Герцогство увійшло до складу прусської провінції Гессен-Нассау.

## Герцоги Нассау

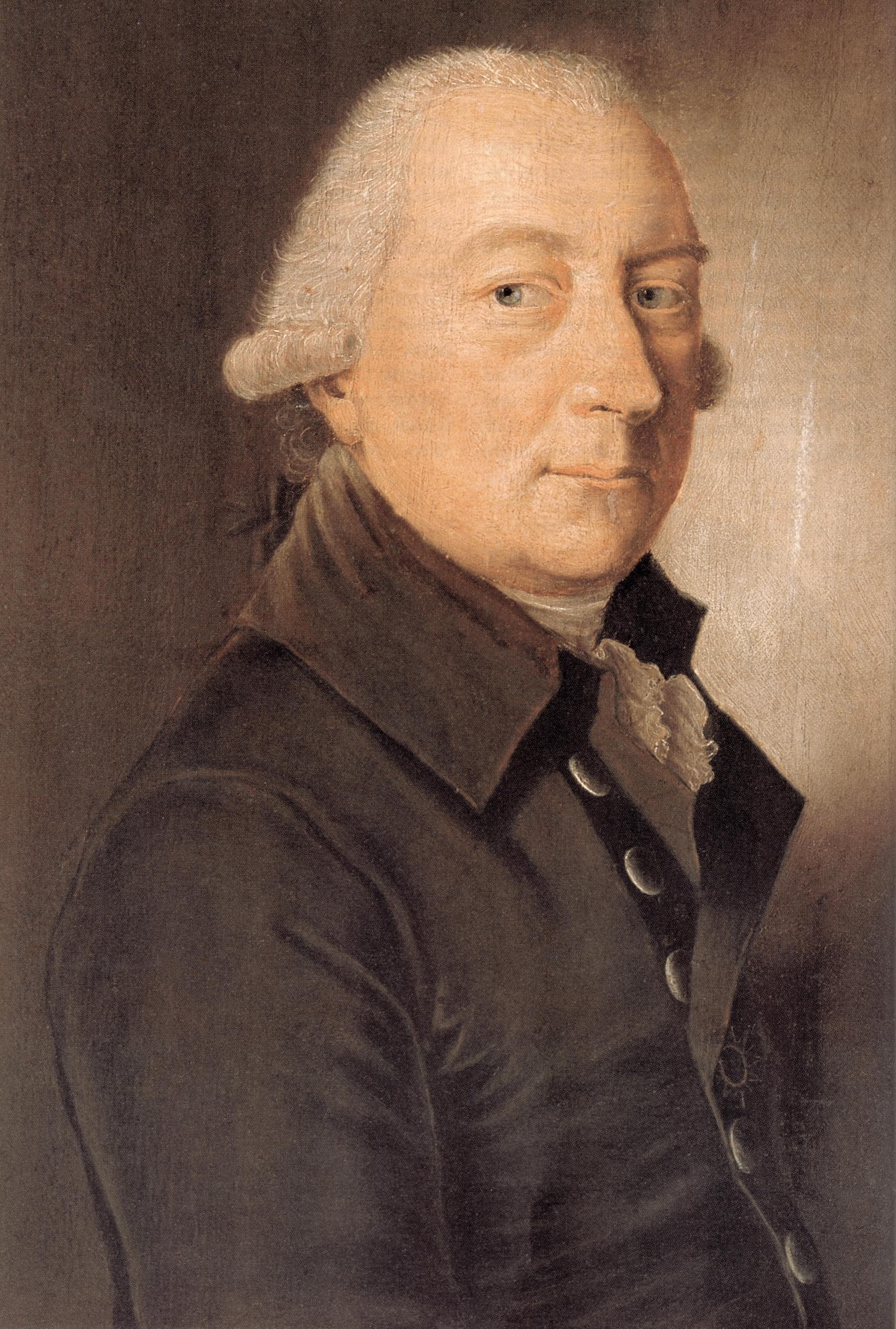
Фрідріх-Август
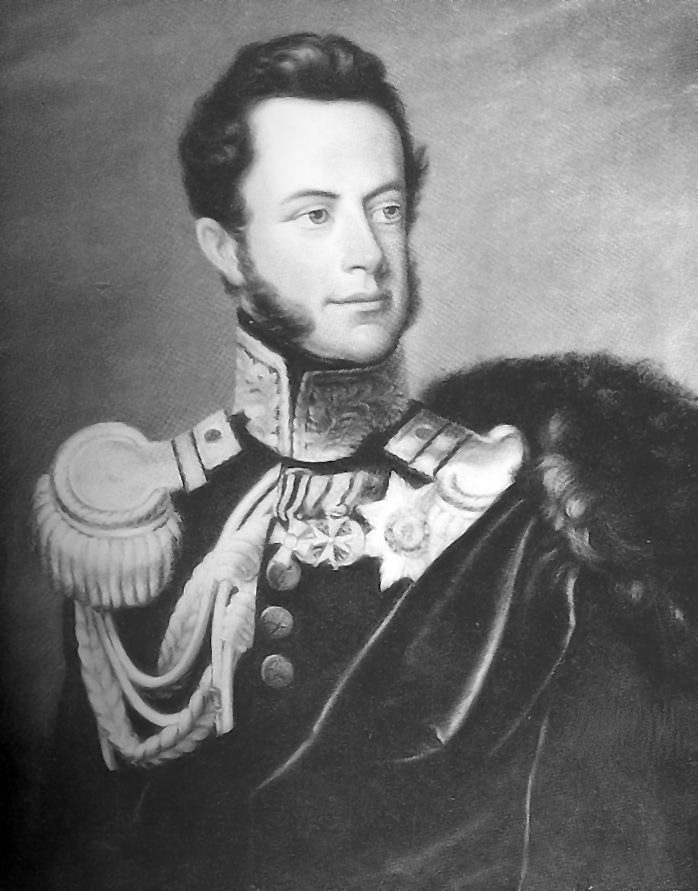
Вільгельм І
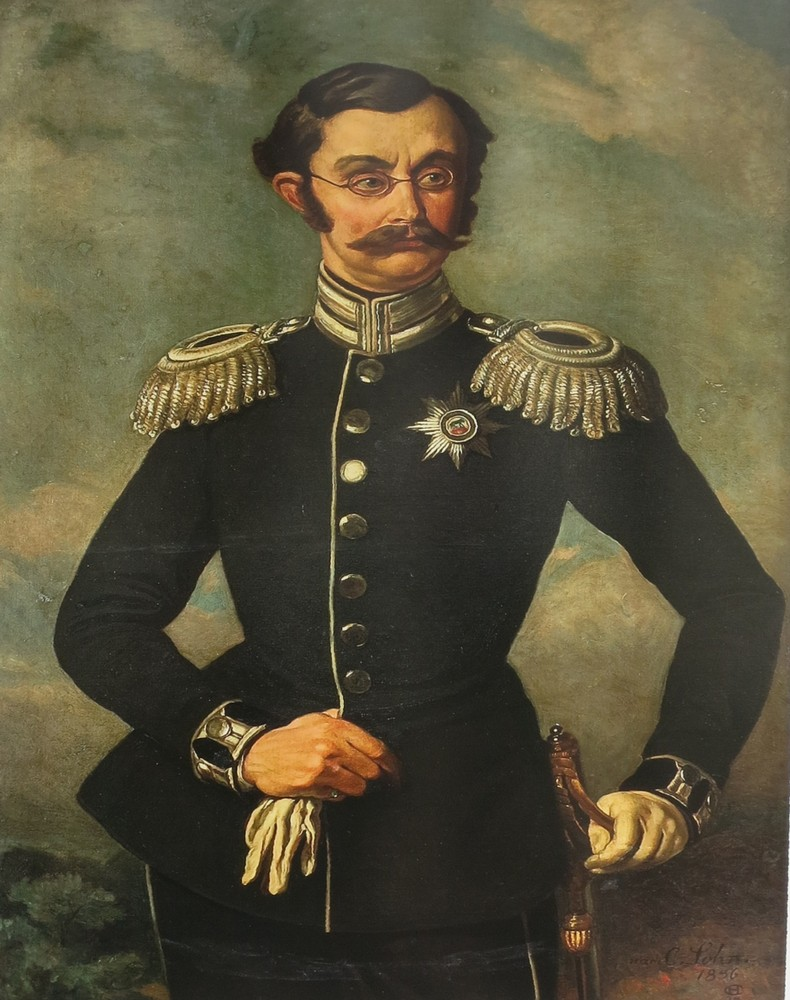
Адольф І

За 60 років існування герцогством керувало 3 людини:
- Фрідріх-Август (1806—1816)
- Вільгельм І (1816—1839)
- Адольф І (1839—1866)

## Цікаві факти
- Спадкоємець великого герцога Люксембурзького досі носить титул «Герцог Нассауський», а інші члени родини — «Принц» чи «Принцеса» Нассауські.
- Також Нассау — частина титулу монарха Нідерландів, які походять з Орансько-Нассауської династії.